# لانتشوو
لانتشوو (به چکی: Lančov) یک منطقهٔ مسکونی در جمهوری چک است که در ناحیه زنویمو واقع شده‌است. لانتشوو ۱۵٫۰۸ کیلومتر مربع مساحت و ۲۲۷ نفر جمعیت دارد و ۴۲۷ متر بالاتر از سطح دریا واقع شده‌است.